# Атанасиос Минопулос
 Тази статия е за гръцкия революционер.  За гръцкия скулптор вижте Танасис Минопулос.  
Атана̀сиос Мину Мино̀пулос (на гръцки: Αθανάσιος Μίνου Μινόπουλος) е гръцки андартски капитан.

## Биография
Минопулос е роден в бедно семейство на 1 януари 1874 година в халкидическото село Варвара, тогава в Османската империя. През целия си живот Минопулос остава неграмотен. Участва в Гръцко-турската война в 1897 година като доброволец в инженерен батальон.
Взема активно участие в Гръцката въоръжена пропаганда в Македония. В 1903 година снабдява гръцкото консулство в Солун със сведения за доставките на оръжие на българските чети на ВМОРО. В 1904 година става капитан на андартска чета, с която действа до 1908 година основно в Халкидики.
В 1912 година взема участие в Балканската война под командването на Константинос Мазаракис. Дейността на Минопулос постепенно се разпростира и в Сярско срещу чети на ВМОРО.
В 1938 година Минопулос получава Медала на македонската борба. Умира в Солун в 1962 година.
- Четата на Минопулос
- Минопулос пред строящата се митрополия в Солун